# Бейцзін Женьхе
ФК «Бейцзін Женьхе», також відомий як «Гуйчжоу Женьхе» (кит.: 北京人和足球俱乐部) — китайський футбольний клуб з Пекіна, заснований у 1995 році. Виступає в Суперлізі. Домашні матчі приймає на стадіоні «Бейцзін Фентай», потужністю 31 043 глядачі.

## Титули
- Бронзовий призер Китайської Суперліги: 2004
- Володар Кубка Китаю: 2013
- Володар Суперкубка Китаю: 2014